# Sidney (Ohio)
Sidney és una població dels Estats Units a l'estat d'Ohio. Segons el cens del 2000 tenia 20.211 habitants.

## Demografia
Segons el cens del 2000, Sidney tenia 20.211 habitants, 7.981 habitatges, i 5.371 famílies. La densitat de població era de 748,2 habitants per km².
Dels 7.981 habitatges en un 34,6% hi vivien nens de menys de 18 anys, en un 49,8% hi vivien parelles casades, en un 12,8% dones solteres, i en un 32,7% no eren unitats familiars. En el 27,4% dels habitatges hi vivien persones soles el 10,3% de les quals corresponia a persones de 65 anys o més que vivien soles. El nombre mitjà de persones vivint en cada habitatge era de 2,5 i el nombre mitjà de persones que vivien en cada família era de 3,03.
Per edats la població es repartia de la següent manera: un 28,1% tenia menys de 18 anys, un 9,1% entre 18 i 24, un 29,7% entre 25 i 44, un 21,3% de 45 a 60 i un 11,9% 65 anys o més.
L'edat mediana era de 34 anys. Per cada 100 dones de 18 o més anys hi havia 92,8 homes.
La renda mediana per habitatge era de 38.663 $ i la renda mediana per família de 45.672 $. Els homes tenien una renda mediana de 35.127 $ mentre que les dones 22.497 $. La renda per capita de la població era de 19.075 $. Aproximadament el 9,4% de les famílies i l'11,5% de la població estaven per davall del llindar de pobresa.

## Poblacions més properes
El següent diagrama mostra les poblacions més properes.

## Fills il·lustres
- Paul Christian Lauterbur (1929 - 2007) químic, Premi Nobel de Medicina o Fisiologia de l'any 2003.